# The Artist's Dilemma
The Artist's Dilemma er en amerikansk stumfilm fra 1901 i sort-hvid instrueret af Edwin S. Porter for Edison Studios. Den blev filmet i New York City, New York, USA, og varer i to minutter. Den handler om en kunstner som falder i søvn i sit atelier, og drømmer at hans ur åbner sig, hvorefter der kommer en smuk kvinde ud af det.